# Maaminga
Maaminga (лат.) — род проктотрупоидных наездников (Proctotrupoidea), единственный в составе монотипического семейства Maamingidae. 2 мелких вида с длинными нитевидными усиками. Эндемики Новой Зеландии, отмечены в лесах из каури (Agathis australis, семейство Араукариевые) и на кустарниковом побережье. Встречаются как крылатые, так и брахиптерные формы (например, у вида M. marrisi). Систематическое положение семейства Maamingidae остаётся неясным и оно номинально включено в надсемейство Proctotrupoidea, и вероятно родственно с семействами Diapriidae и Monomachidae.
- Maaminga rangi Early et al., 2001[1] — typus
- Maaminga marrisi Early et al., 2001